# Gründungslegende des Fraumünsters

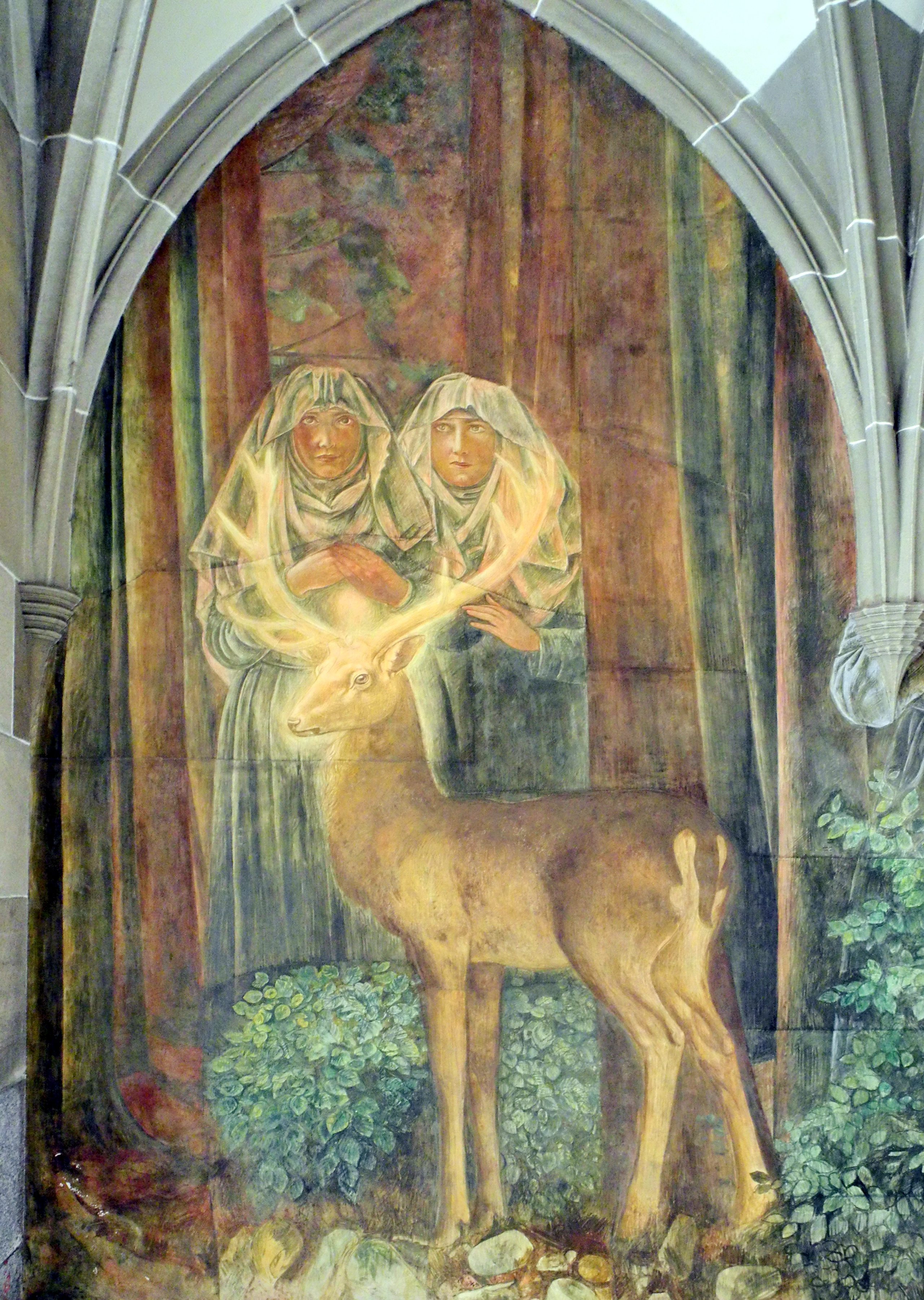
Fresko von Paul Bodmer im Kreuzgang des Fraumünsters

Die Gründungslegende des Fraumünsterklosters erzählt anhand der Geschichte «Der leuchtende Hirsch», wie es zur Gründung der Zürcher Benediktinerinnenabtei Fraumünster kam. In ihrem Mittelpunkt steht neben einem Hirsch der fränkische König Ludwig der Deutsche, ein Enkel Karl des Grossen, und seine Töchter Hildegard und Bertha, die um die Mitte des 9. Jahrhunderts auf der Burg Baldern auf dem Albis gelebt haben sollen.

## Legende

### Erste Erwähnung
Die Legende ist erstmals nicht in schriftlicher Form, sondern durch ein Wandbild bezeugt. Aus der Zeit der Äbtissin Elisabeth von Wetzikon (1270–1298) stammte ein Fresko, das oberhalb der sogenannten Grabnische der Äbtissinnen am Südquerhaus des Fraumünsters auf der rechten Seite die Schwestern Hildegard und Bertha und den Hirsch zeigte. In der Reformationszeit wurde es übertüncht. Um 1850 wurde es wiederentdeckt, freigelegt und von Franz Hegi in Bleistiftskizzen und Aquarellkopien abgezeichnet. Danach wurde es wieder übermalt und 1911–1912 endgültig zerstört. Einem Antrag von Rudolf Rahn, dieses «Denkmal zürcherischer Geschichte» zu erhalten, wurde nicht entsprochen.
Bei den Renovationsarbeiten in den 2000er Jahren wurde eine Bildtafel an die Stelle gesetzt, an der das ursprüngliche Fresko war. Oben sind die beiden Schwestern mit dem Hirsch abgebildet, unten die Übertragung eines Teils der Reliquien von Felix und Regula vom Grossmünster ins Fraumünster anlässlich der Kirchenweihe im Jahr 874.

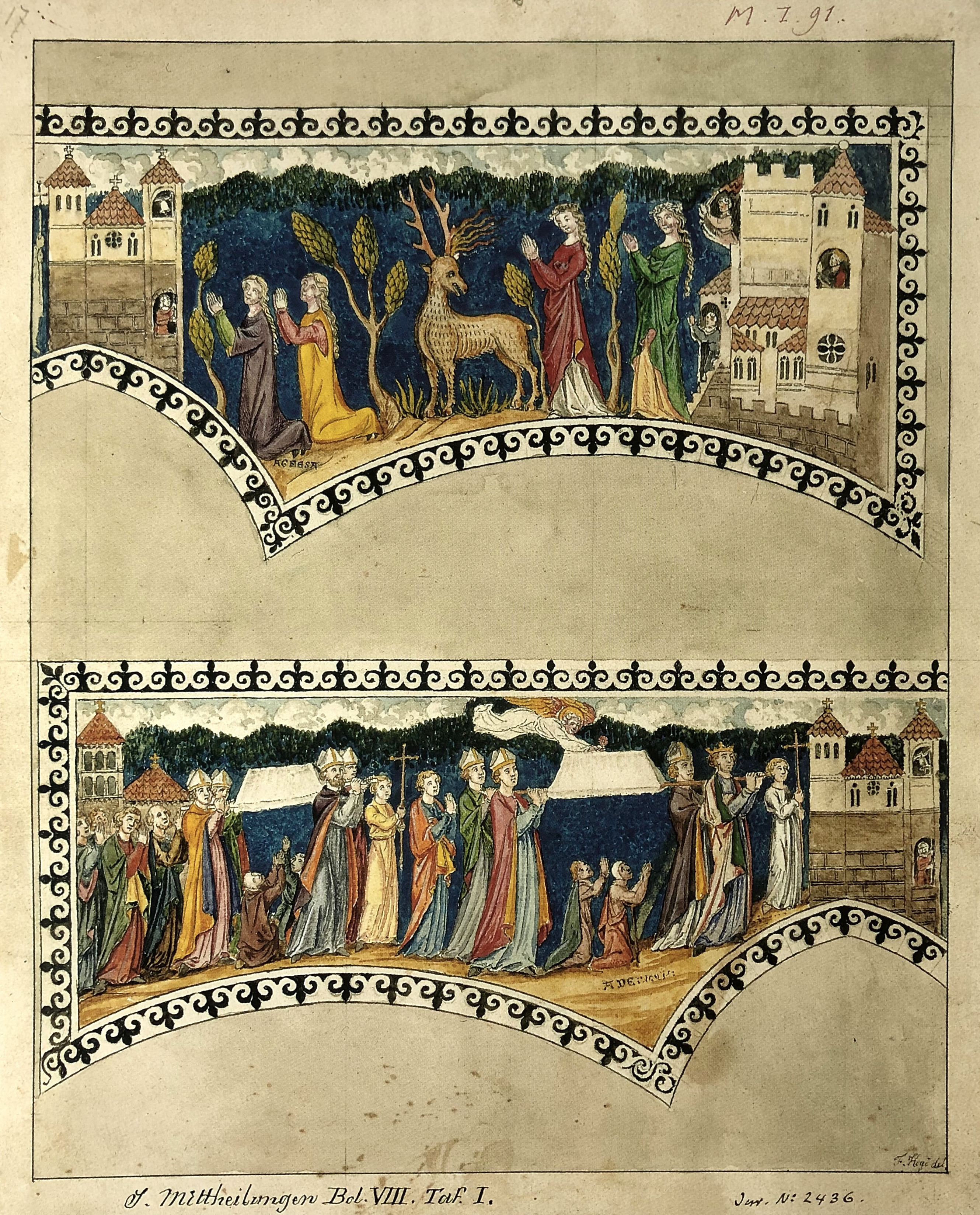
Aquarellkopie des ursprünglichen Freskos von Franz Hegi
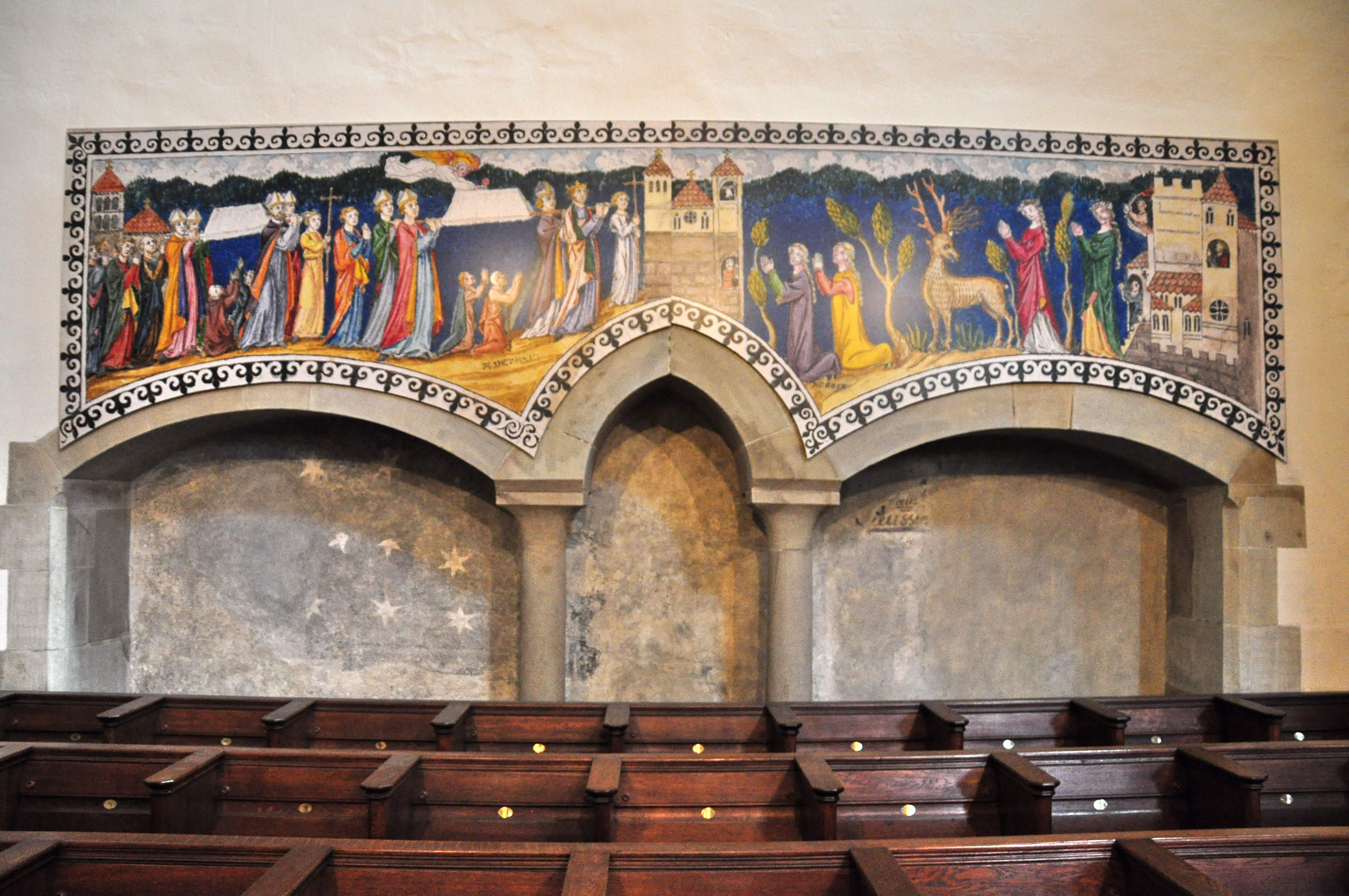
Situation heute
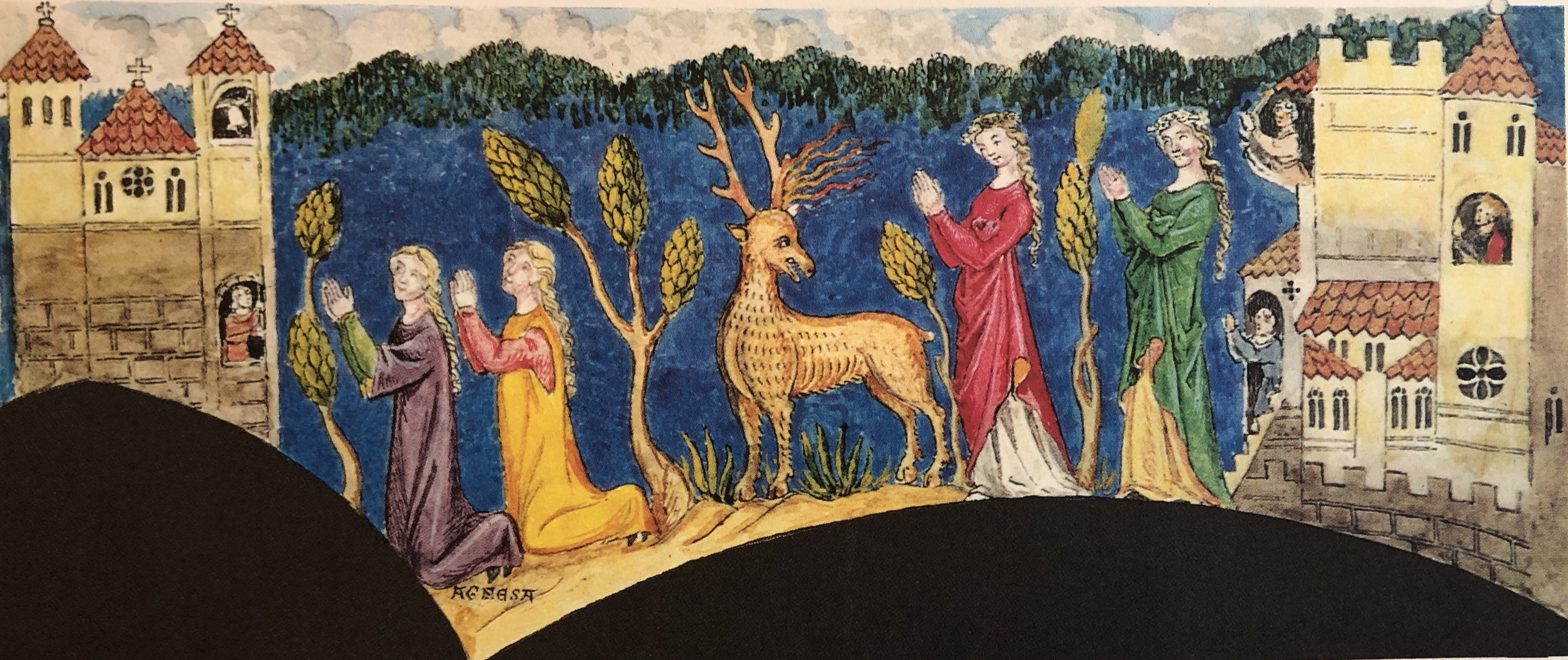
Detail
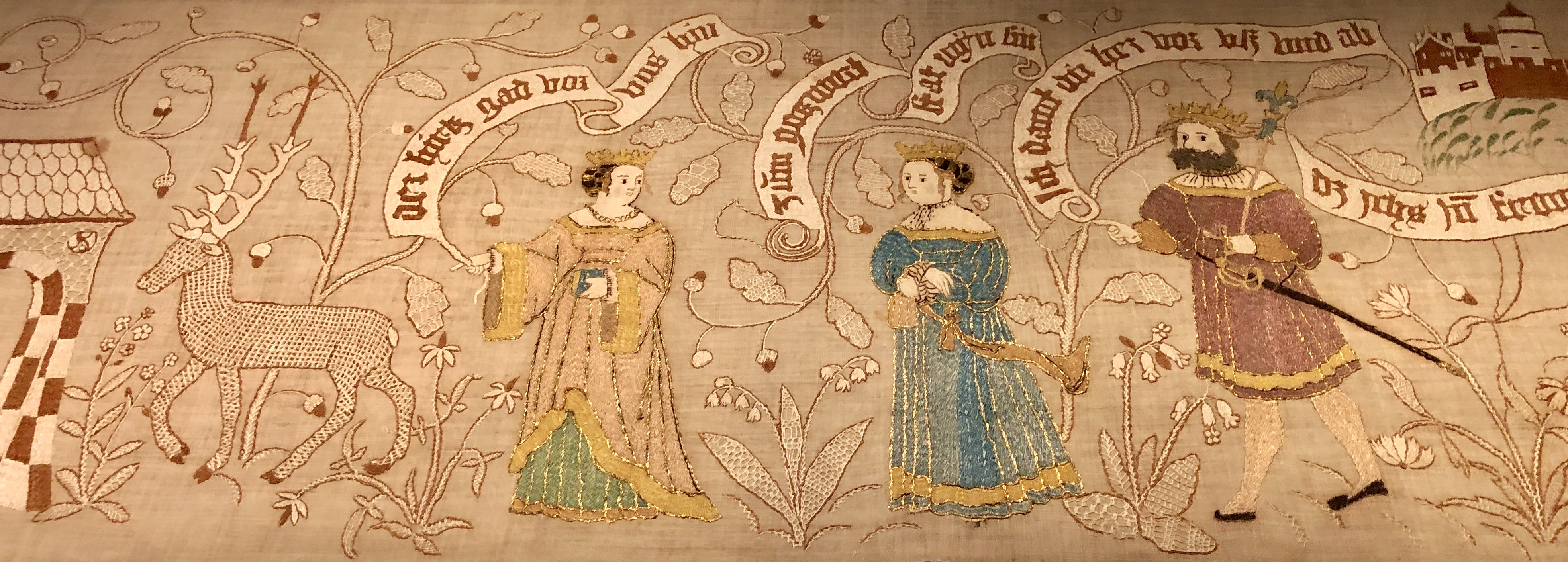
Wandteppich von 1539, Landesmuseum Zürich

### Schriftliche Versionen

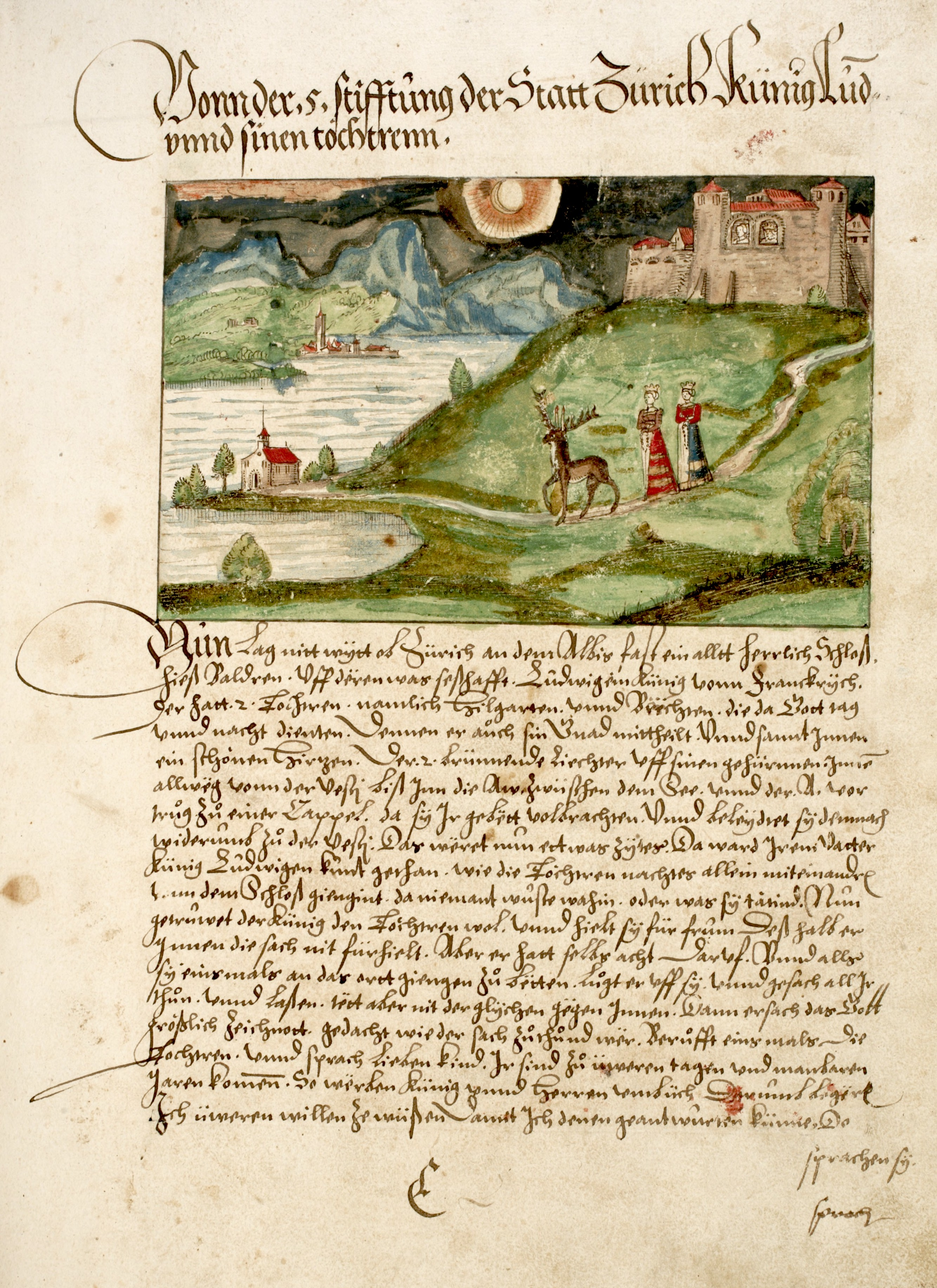
Gründungslegende aus der Chronik des Christoph Silberysen: Die Schwestern werden auf ihrem Weg von einem Hirsch begleitet

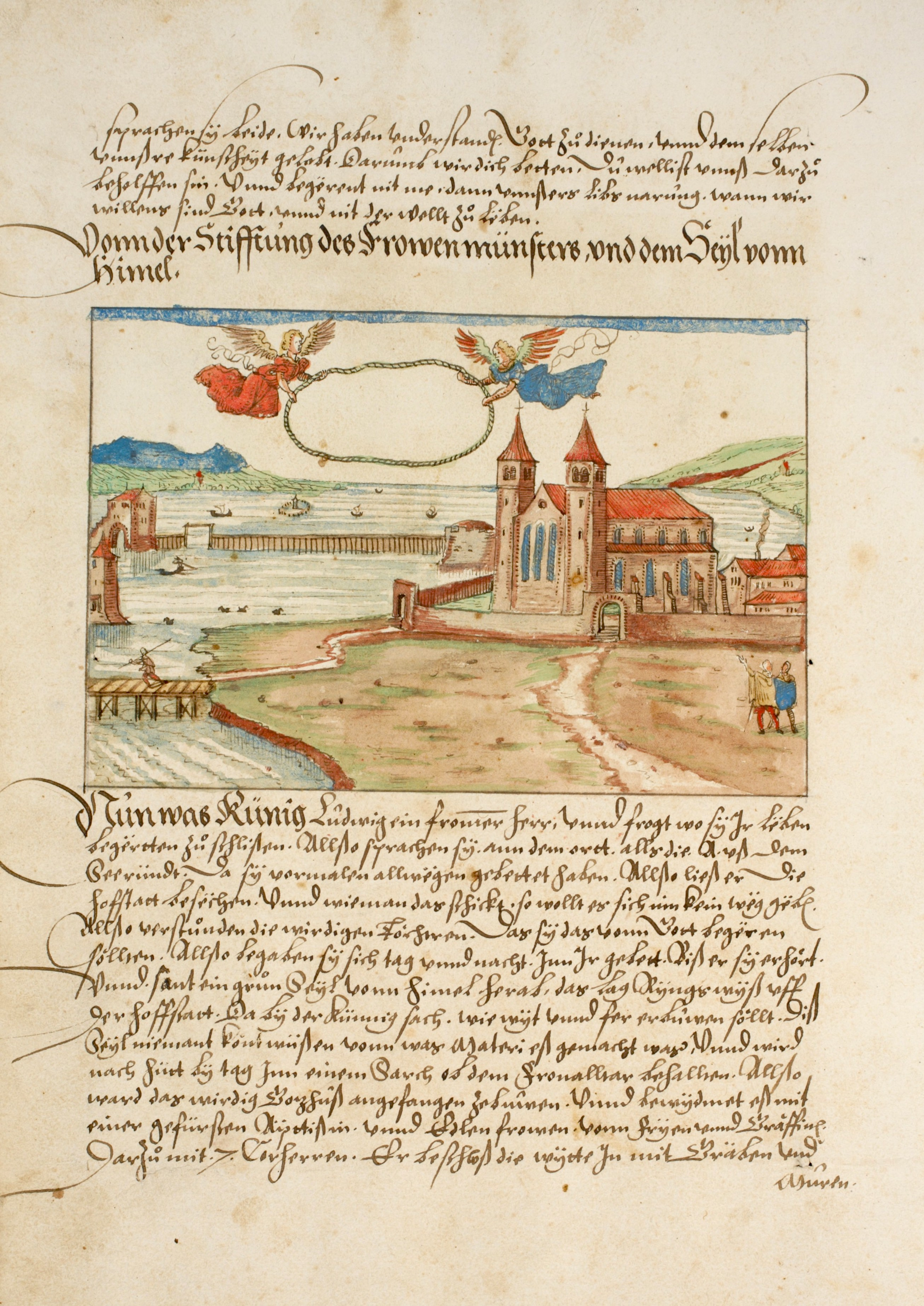
Zweiter Teil: Die Engel mit dem Seil. Links der Wellenberg und weiter hinten das Grendeltor

Die älteste schriftliche Version der Legende schrieb um 1510 der Zürcher Chorherr Heinrich Brennwald nieder. Brennwalds Wortlaut übernahm 1576 Abt und Chronist Christoph Silberysen in seiner Schweizerchronik:

Vonn der 5. stiftung der Statt Zürich Künig Lud[wig] unnd sinen töchterenn
Nun lag nitt wÿtt ob Zürich an dem Albis fast ein alltt herrlich Schloß

hiess Baldren. Uff dëren was sesshafft Ludwig ein Künig vonn Franckrÿch.

Der hatt 2 töchtren, namlich Hilgarten unnd Bërthen, die da Gott tag

und nacht dienten. Dennen er aůch sin Gnad mittheilt. Unnd sannt jnnen

ein schönen Hirtzen [Hirsch]. Der 2 brünnende liechtter uff sinen gehürnnen. Jmmer

allwëg vonn der Vesti biß jnn die Aw zwüschen dem See unnd der Aa vor
trůg zů einer Cappel,
da sÿ Jr gebëtt volbrachten. Unnd beleÿdtet [geleitet] sÿ demnach

widerumb zů der Vesti. Das wëret nun ettwas zÿtes. Da ward Jrem Vatter

Künig Ludwigen kunt gethan, wie die töchtren nachtes allein miteinandren

vonn dem Schloß giengint, da niemant wüßte wahin oder was sÿ tätind. Nun

getrüwet der Künig den töchtren wol unnd hielt sÿ für frum. Dess halber

Jnnen die sach nit fürhielt. Aber er hatt selbs acht daruf. Unnd alls

sÿ einsmals an das ortt giengen zů bëtten. Lůgt er uff sÿ unnd gesach all Jr

thůn unnd laßen. Tëtt aber nit derglÿchen gëgen Jnnen. Dann ersach das Gott

größlich zeichnott gedacht wieder sach zůthůnd wër. Berůfft eins mals die

Tochtren unnd sprach lieben kind, Jr sind zů üweren tagen und manbaren

Jaren kommen. So wërben Künig unnd Herren umbüch. Darumb begërte

Jch üweren willen ze wüssen damit Jch denen geantwurten künne. Da

sprachen sÿ beide, wir haben understanden Gott zu dienen unnd demselben

unnsre künßheÿt [Keuschheit] gelobt. Darumb wir dich betten, du wellis unns darzu

behelffen sin. Unnd begërent nit me dann unnsers libs narung, wann wir

willens sind Gott unnd nit der wellt zu leben.
Von der Stifftung des Frowenmünsters und dem Seÿl vom himel
Nun was Künig Ludwig ein frommer herr unnd fragt wo sÿ Jr lëben

begërten zů schlißen. Allßo sprachen sÿ ann dem ortt, alls die Aa uß dem

See ründt. Da sÿ vormalen allwëg gebetet haben, allßo ließ er die

hofstatt besëchen unnd nieman das schickt, so wollt es sich inn kein wëg gëben,

Allso verstůnden die wirdigen töchtren, das sÿ das vonn Gott begëren

sollten. Allßo begaben sÿ sich tag unnd nacht jnn jr gebett, Biss er sÿ erhört

unnd sant ein grůn [frisch, neu] Seÿl vonn himel herab, das lag rÿngs wÿß uff

der hoffstatt. Da bÿ der künnig sach, wie wÿt und fer erbüwen söllt. Diß

Seÿl niemant kont wüßen von was materi eß gemacht was, unnd wird

nach hütt bÿ tag jnn einem Sarch [Sarg, Schrein] ob dem Fronalltar behallten. Allßo

ward das wirdig Gotzhuß angefangen zebuwen. Unnd bewÿdmet eß mit

einer gefürsten Äpttißin unnd Edlen frowen von Frÿen unnd Gräffinen.

Darzů mit 7 Corherren. Er beschloß die wÿtte jn mit Gräben und Muren.

In heutigem Deutsch: 

„Nicht weit oberhalb von Zürich am Albis lag ein altes, herrschaftliches Schloss, das hiess Baldern. Auf dem wohnte Ludwig, ein fränkischer König. Der hatte zwei Töchter, Hildegard und Bertha, die dienten Gott Tag und Nacht. In seiner Gnade sandte Gott ihnen einen schönen Hirsch, der zwei brennende Lichter auf seinem Geweih trug. Er begleitete sie immer von der Festung bis zu einer Au zwischen dem See und der Aa [Sihl] zu einer Kapelle, wo sie beteten. Dann begleitete er sie wieder zur Burg zurück.
Das ging nun einige Zeit so, da wurde ihrem Vater König Ludwig berichtet, wie seine Töchter nachts zusammen allein vom Schloss weggingen, und niemand wusste, wohin und was sie taten. Der König vertraute seinen Töchtern und hielt sie für fromm. Er machte ihnen deshalb keinen Vorwurf, aber er achtete auf sie. Als sie einmal an jenen Ort beten gingen, folgte er ihnen und sah, was sie taten. Er liess sich aber nichts anmerken, denn es sah dies als Zeichen Gottes an.
Er überlegte, was er tun sollte. Dann rief er seine Töchter zu sich und sprach: «Liebe Kinder, ihr seid nun in ein Alter gekommen, wo ihr euch verheiraten könnt. Könige und Herren werben um euch. Ich möchte euren Willen erfahren, damit ich ihnen antworten kann.» Beide antworteten: «Wir möchten Gott dienen und haben ihm unsere Keuschheit versprochen. Darum bitten wir dich, uns zu helfen. Wir brauchen nur Nahrung für unseren Körper, denn wir möchten bei Gott und nicht in der Welt leben.»
Nun war König Ludwig ein frommer Mann und fragte sie, wo sie denn ihr Leben beschliessen möchten. Sie antworteten: «An dem Ort, wo die Aa aus dem See fliesst, wo wir immer gebetet haben.»
Darauf schaute er sich die Stelle an, aber der Platz gefiel ihm nicht. Das verstanden die edlen Töchter so, dass sie den Platz von Gott erbitten sollten. Sie beteten Tag und Nacht, bis er sie erhörte und ein grünes [neues] Seil vom Himmel herab sandte. Das legte sich wie ein Ring um den Platz. Der König sah das und erkannte, wie gross das Gebäude werden sollte. Von diesem Seil konnte niemand sagen, woraus es bestand, und es wird noch heute in einem Schrein über dem Altar aufbewahrt. Also begann man, das würdige Gotteshaus zu bauen. Eine Fürstäbtissin, Edelfrauen und Gräfinnen wurden eingesetzt, dazu sieben Chorherren. Das Gebäude wurde mit Gräben und Mauern umgeben.“

Die Legende vom leuchtenden Hirsch fand später unter verschiedenen Titeln Eingang in zahlreiche Sagensammlungen. Sie unterscheiden sich wohl in Ausführlichkeit und Erzählweise, teilen aber alle die Elemente von Brennwalds «Ursage»: Der König und seine Töchter, die Burg Baldern, der Hirsch, der die Schwestern bei ihren Ausflügen begleitet, die Stelle bei der Au, das anfängliche Missfallen des Vaters, das vom Himmel fallende Seil, der Bau des Klosters.

## Historischer Hintergrund

### Personen

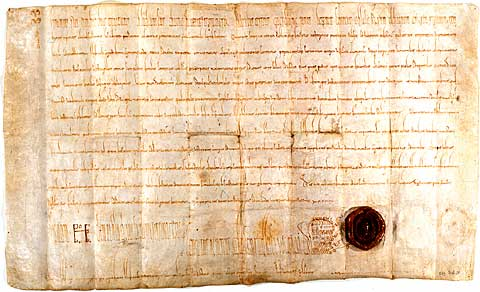
Gründungsurkunde der Fraumünsterabtei im Staatsarchiv des Kantons Zürich

Wie in den meisten Sagen vermischen sich auch in dieser Geschichte historische Tatsachen mit fantastischen Elementen. Hier besteht der wahre Kern darin, dass am 21. Juli 853 König Ludwig der Deutsche das Fraumünster gründete, indem er ein schon bestehendes kleines königliches Eigenkloster seiner Tochter Hildegard übertrug. Mit der in der Sage erwähnten Cappel dürfte dieses kleine Kloster gemeint sein. Die Gründungsurkunde wurde in der königlichen Kanzlei in Regensburg ausgestellt; sie ist die älteste schriftliche Urkunde im Staatsarchiv des Kantons Zürich. Auch sei Ludwig tatsächlich sehr fromm gewesen und habe Interesse an theologischen Fragen gezeigt.
Hingegen ist nicht nachgewiesen, dass König Ludwig tatsächlich jemals auf der Burg Baldern gelebt hat. Wäre diese tatsächlich eine Königspfalz gewesen, wäre das wohl dokumentiert. Auch von einem Aufenthalt seiner Töchter Hildegard und Bertha auf der Baldern ist nichts bekannt. Hildegard war seit 844 Äbtissin des Klosters Münsterschwarzach bei Würzburg. Nach der Gründung des Fraumünsters wurde sie dort 853 die erste Äbtissin, in Münsterschwarzach folgte ihr die jüngere Schwester Bertha im Amt. Sie war es auch, die nach Hildegards frühem Tod – sie wurde keine 30 Jahre alt – im Jahr 856 oder 859 im Fraumünster ihre Nachfolgerin als Äbtissin wurde.
Das Motiv des leuchtenden Hirsches findet sich auch bei Ida von Toggenburg, die auf dem Weg von ihrer Klause zu einer Kirche ebenfalls von einem Hirsch mit leuchtendem Geweih begleitet worden sein soll.

### Geografie
Der Hirsch soll die beiden Schwestern biss jnn die Aw zwüschen dem See unnd der Aa vortrůg zů einer Cappel begleitet haben, wo dann das Kloster errichtet wurde, so berichtet die Sage. Dieser Standort lag ausserhalb des römischen Siedlungsgebietes auf einem isolierten und durch Überschwemmungen bedrohten Areal. Durch Öffnungen im Moränenwall, der den Zürichsee im Norden abschliesst, flossen damals zeitweise einige Arme der Sihl über das Gebiet des heutigen Paradeplatzes und Münsterhofs nach Südosten in den Zürichsee. Das Areal muss dementsprechend sumpfig gewesen sein. Ausschlaggebend für den Standort könnte die Nähe des am gegenüberliegenden Ufer der Limmat stehenden Chorherrenstifts Grossmünster gewesen sein; an der Grabstätte der Stadtheiligen Felix und Regula soll schon im 8. Jahrhundert eine von Karl dem Grossen gegründete Propstei gestanden sein.
Der Schriftsteller und Journalist Georg Clemens Kohlrusch erwähnt 1856 in seinem Schweizerischen Sagenbuch eine den Heiligen Stephanus und Cyriacus geweihte Kapelle, zu der die beiden Schwestern jeweils gegangen seien. Eine solche ist jedoch urkundlich nicht erwähnt, hingegen stand eine Stephanskirche dort vor der Stadtmauer, wo heute an der Bahnhofstrasse der Coop-City/St. Annahof steht, also nicht so weit vom Fraumünster entfernt. Das grüne Seil, das vom Himmel gefallen war, soll einer weiteren Legende nach bis zur Reformation im Fraumünster über dem Hochaltar gehangen sein. Heinrich Bullinger hingegen berichtet, es sei neben anderem «Narrenwerk» in einem Sarg gelegen und soll, nicht über vier bis fünf Klafter lang (ca. 8 Meter), später im Haus des Bürgermeisters Diethelm Röist als Glockenseil verwendet worden sein.

## Weitere bildliche Darstellungen

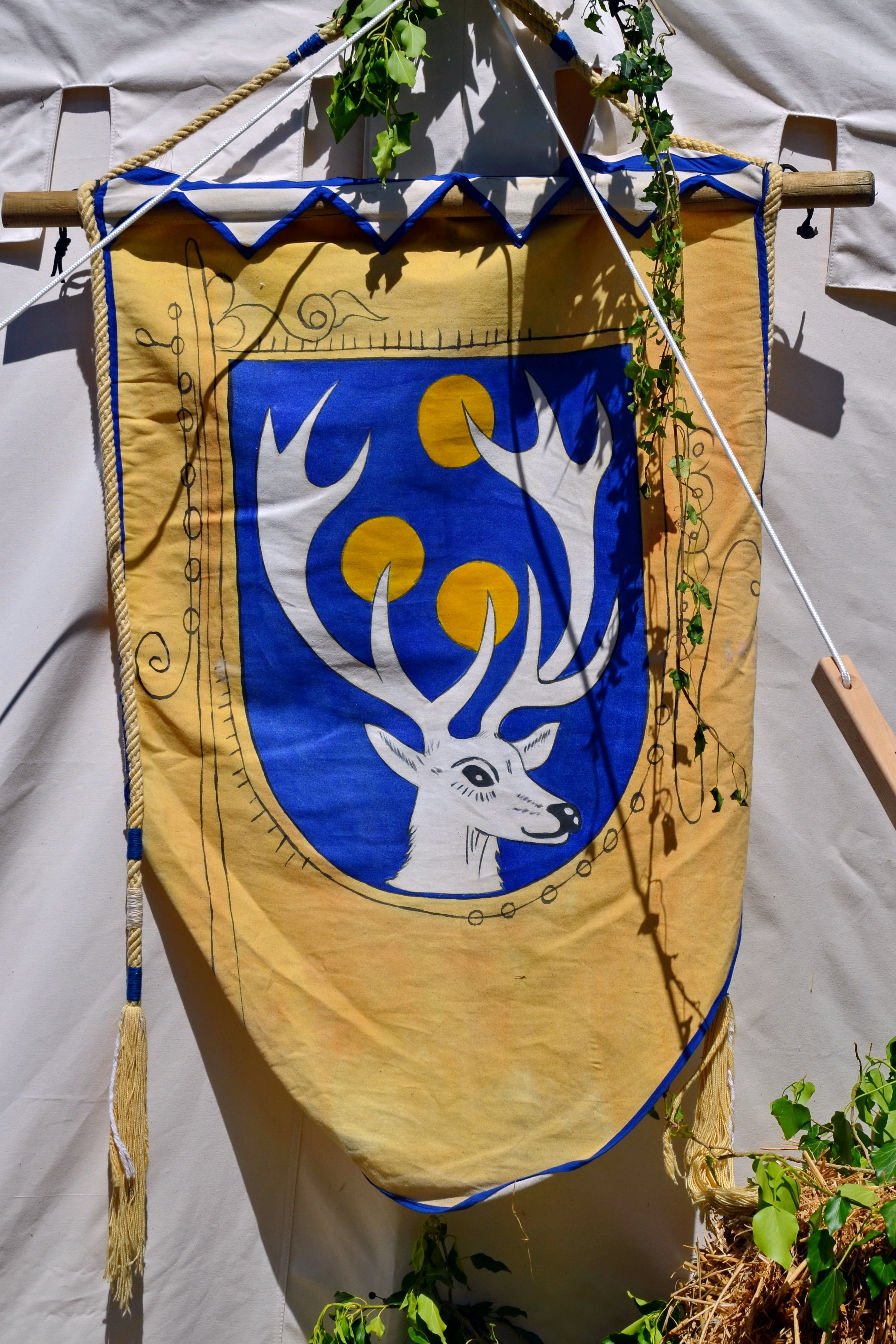
Flagge der Gesellschaft zu Fraumünster

- Der Maler Paul Bodmer stellte 1924–1934 in seiner Bemalung des Fraumünsterkreuzgangs auch die Gründungslegende dar.
- Am Westportal der Kirche – nur unter Infrarot sichtbar – sind die Schwestern und der Hirsch abgebildet. Der schlechte Zustand lässt keine Datierung zu.[11]
- Die 1988 gegründete Gesellschaft zu Fraumünster bezog die Legende in ihr Wappen ein, das einen weissen Hirsch auf blauem Grund mit drei Lichtern im Geweih zeigt.